# Колония (станция)
Коло́ния — железнодорожная станция Омского региона Западно-Сибирской железной дороги, расположенная на главном ходу Транссиба в селе Ивановка Калачинского района Омской области.
Адрес станции: 646903, Омская область, с. Ивановка, ул. Вокзальная, д. 12.

## История
Открыта в 1896 году одновременно с продлением Великого Сибирского пути на восток от Омска.

## Пассажирское движение
По состоянию на 2016 год пассажирское движение представлено пригородными поездами, связывающими Калачинскую с соседними узловыми станциями — Омском и Татарской, по три поезда в каждом направлении ежедневно.
Поезда дальнего следования на станции не останавливаются.

## Грузовая работа
По объёму выполняемой работы станция отнесена к 4 классу. 
Коммерческие операции на станции не выполняются.